# 이교범
이교범(李敎範, 1952년 5월 9일 ~ )은 대한민국의 정치인이다.
동부초등학교와 서울특별시 보인중학교, 보인상업고등학교(졸업), 단국대학교 무역학과(학사)를 나왔다. 2002년 민선3기(한나라당), 2010년 민선5기(민주당) 하남시장을 역임하였으며 민선6기 하남시 시장(더불어민주당)이었으나 시장직을 상실했다.
이교범은 제6회 전국동시지방선거에서 새정치민주연합 소속 하남시장 후보로 출마하여 2014년 6월 4일 실시된 기초단체장 선거의 민선 6기 하남시장으로 당선됐다.
이교범 시장은 2010년 지방선거를 앞두고 자신에게 적용된 기부행위 혐의를 벗으려고 허위진술을 교사한 혐의로 기소되었고 2016년 10월 27일 대법원 상고심에서 징역 8월에 집행유예 2년이 선고되어 하남시장직을 상실하게 되었다. 별건으로 뇌물 수수혐의로 2016년 3월에 구속수감되어 재판을 받고 있다. 2016년 10월 27일 범인도피교사 혐의가 유죄로 확정되어 피선거권이 상실되었다.

## 학력
- 동부국민학교 졸업
- 보인중학교 졸업
- 보인상업고등학교 졸업
- 단국대학교 무역학과 학사

## 경력
- 2000년 하남시의회 의장(1,2,3대 시의원, 3대 의장)
- 2002년 민선3기 하남시장(한나라당)
- 2010년 민선5기 하남시장(민주당)
- 2014년 민선6기 하남시장(새정치민주연합)

## 역대 선거 결과
|  | 61.02% |

|  | 43.07% |

|  | 56.92% |

|  | 22.24% |

|  | 49.46% |

|  | 52.40% |

## 참고 자료
- 이교범 공식사이트 보관됨 2016-03-13 - 웨이백 머신
- 범인도피교사' 이교범 하남시장 당선무효형 선고